# Cratere Banes
Banes è un cratere sulla superficie di Marte.